# Associação Global de Federações Esportivas Internacionais
Global Association of International Sports Federations (GAISF)  é uma organização que reúne todas as federações internacionais de esportes (olímpicos e não-olímpicos), organizadores de jogos multi-esportivos e associações internacionais relacionadas a jogos esportivos. Ela reúne mais de 90 federações esportivas.